# Villamayor de Calatrava
Villamayor de Calatrava ist ein zentralspanischer Ort und eine Gemeinde (municipio) mit 619 Einwohnern (Stand: 2024) im Zentrum der Provinz Ciudad Real in der autonomen Region Kastilien-La Mancha.

## Lage und Klima
Villamayor de Calatrava liegt in der weitgehend ebenen und wasserarmen Landschaft von La Mancha knapp 22 Kilometer (Fahrtstrecke) südwestlich der Provinzhauptstadt Ciudad Real bzw. ca. 235 km südsüdwestlich von Madrid in einer Höhe von ca. 660 m.
Das Klima ist gemäßigt bis heiß; der eher spärliche Regen (ca. 503 mm/Jahr) fällt – mit Ausnahme der zumeist eher trockenen Sommermonate – verteilt übers Jahr.

## Bevölkerungsentwicklung
| Jahr      | 1970 | 1981 | 1991 | 2001 | 2011 | 2021 |
| Einwohner | 1428 | 1017 | 825  | 615  | 650  | 611  |

Trotz der Mechanisierung der Landwirtschaft, der Aufgabe bäuerlicher Kleinbetriebe („Höfesterben“) und dem daraus resultierenden Verlust von Arbeitsplätzen ist die Einwohnerzahl der Gemeinde in der zweiten Hälfte des 20. Jahrhunderts gesunken.

## Sehenswürdigkeiten
- Marienkirche (Iglesia de Santa María de la Visitación)
- Isidorkapelle (Ermita de San Isidro)

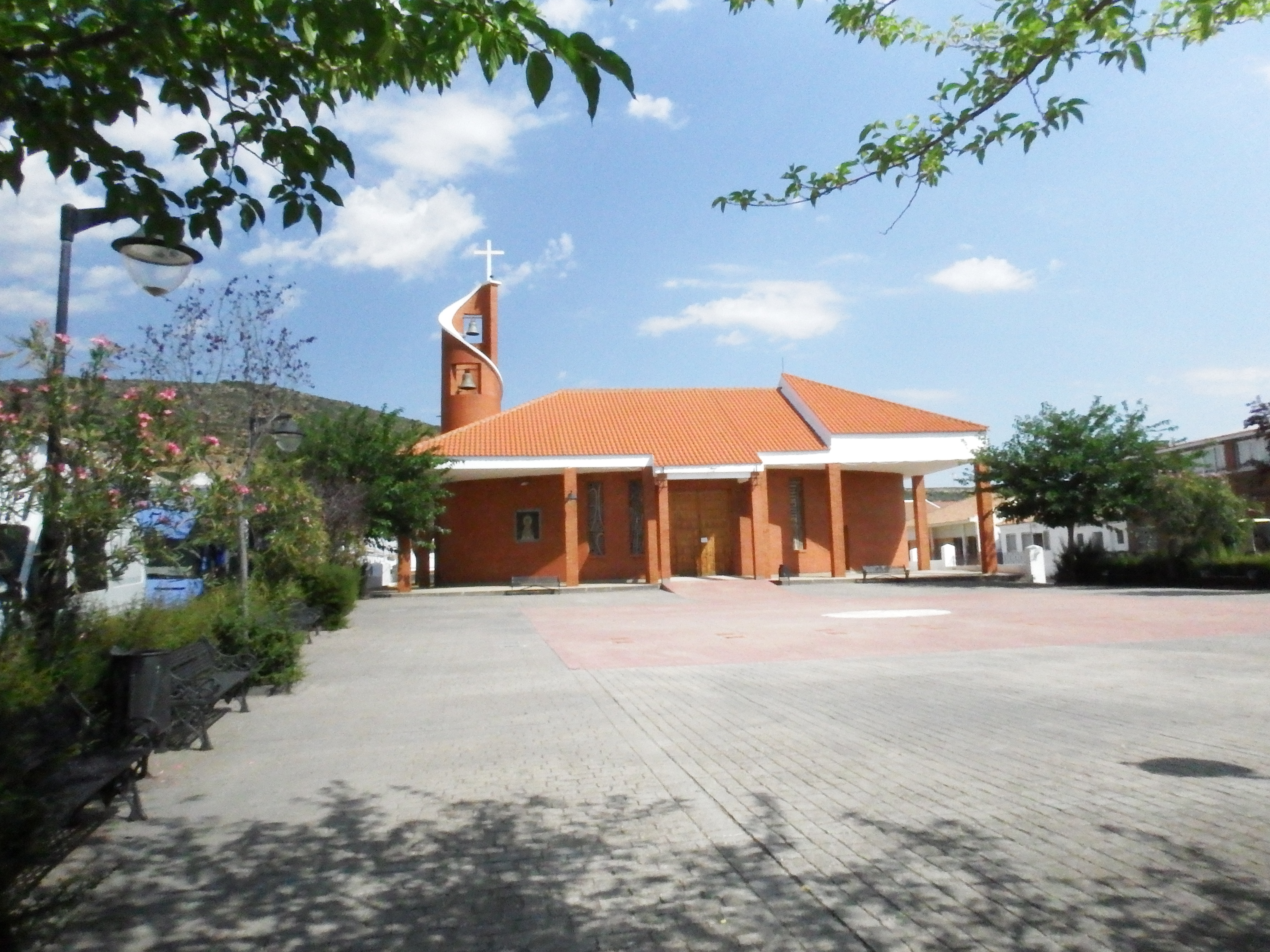
Marienkirche
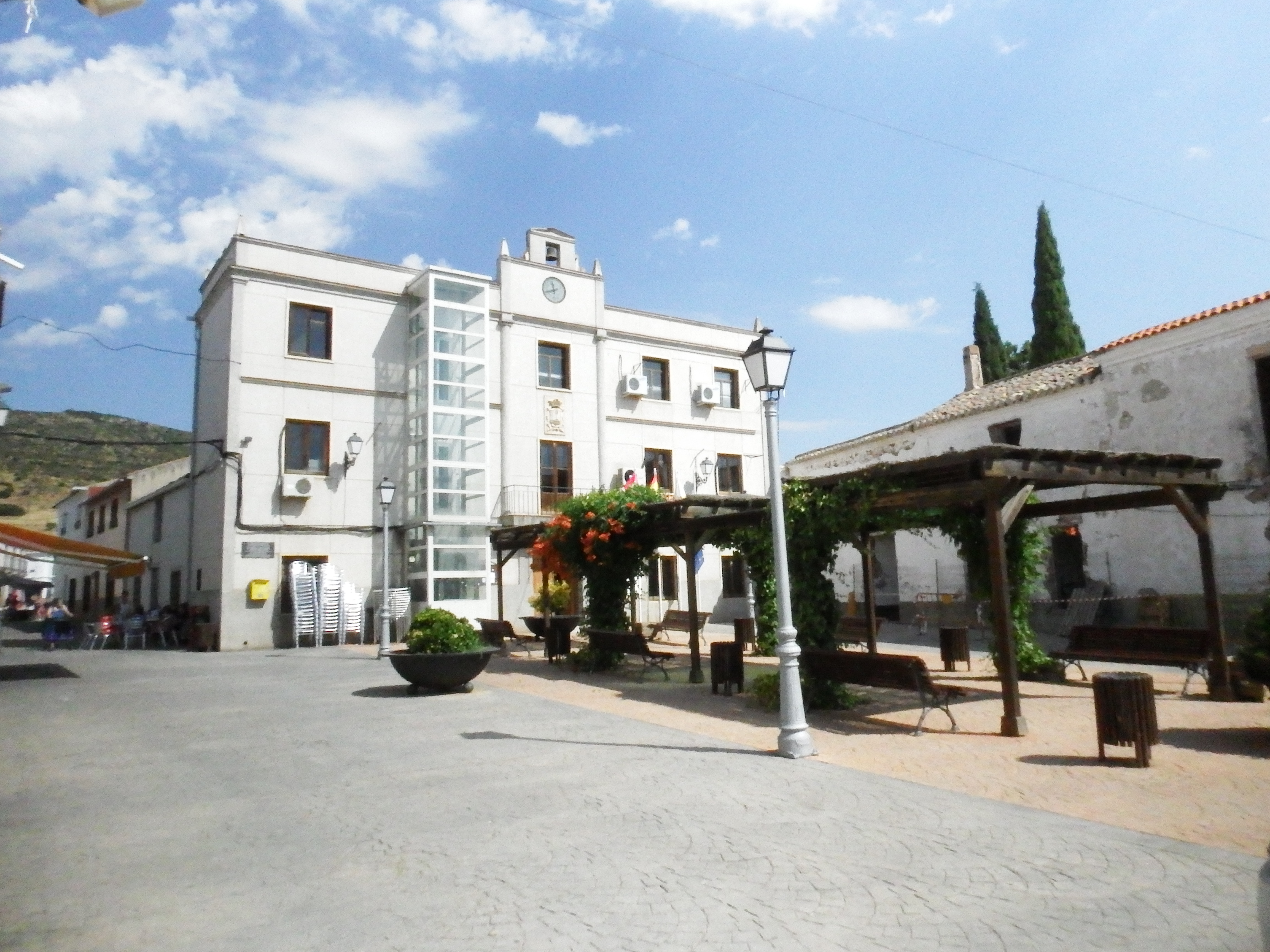
Rathaus

## Persönlichkeiten
- Luis Casimiro (* 1960), Basketballtrainer